# Чоу, Тим
Тим Чоу (англ. Tim Chow, кит. 周定洋; род. 18 января 1994, Уиган, Большой Манчестер) — английский и тайваньский футболист, полузащитник китайского клуба «Чэнду Синчэн». Выступал за сборную Тайваня.

## Биография

### Клубная карьера
Родился 18 января 1994 года в Уигане и является воспитанником местного клуба «Уиган Атлетик». На взрослом уровне дебютировал 14 апреля 2015 года в матче английского Чемпионшипа против клуба «Миллуолл», в котором вышел на замену на 81-й минуте вместо Джермейна Пеннанта. По итогам сезона клуб покинул Чемпионшип и в следующем сезоне игрок выступал за команду в Лиге 1 и добился с ней возвращения в Чемпионшип. Сыграв последний матч за «Уиган» 13 августа 2016 года, перешёл в клуб шотландской Премьер-лиги «Росс Каунти», с которым подписал двухлетний контракт. 3 августа 2018 года перешёл в сербский «Спартак». дебютировал за новый клуб 9 августа 2018 года в матче отборочного раунда Лиги Европы против датского «Брондбю», в котором вышел на замену 89-й минуте вместо Давида Дунджерски.

### Карьера в сборной
Первый и на данный момент единственный матч за сборную Тайваня провёл 14 ноября 2017 года в рамках отборчного турнира Кубка Азии 2019 против сборной Туркменистана, в котором отыграл все 90 минут. Примечательно, что в этом матче за сборную Тайваня дебютировал и другой уроженец Великобритании Уилл Донкин.

## Личная жизнь
Дед Чоу был родом из Нинбо и переехал на Тайвань после Второй мировой войны, перед тем как отправиться в Великобританию. Тайваньское происхождение игрока было доказано после поездки в Нинбо для проверки сертификата о рождении его деда.

## Достижения
«Уиган Атлетик»
- Победитель первой лиги Англии: 2015/16